# Dopravní křídlo generála Milana Rastislava Štefánika Kuchyňa
Dopravní křídlo generála Milana Rastislava Štefánika Vzdušných sil Ozbrojených sil Slovenské republiky je letecké křídlo sídlící na letecké základně Malacky. Velitelem křídla je od roku 2010 plukovník Ing. Peter Prokop. 

## Předchozí jednotky
Současnému Dopravnímu křídlu předcházely následující jednotky:
- od 1. ledna 1993 do 1. října 1995: 2. smíšený letecký pluk (v rámci 2. letecké základny) [2] [3]
- od 1. října 1995 do 1. října 2001: 32. dopravní křídlo (v rámci 32. letecké základny) [4] [5]
- od 1. října 2001 do 1. října 2003: 2. letecké křídlo (v rámci 2. letecké základny) [6] [7]
- od 1. října 2003 do 1. dubna 2006: Samostatná dopravní letka [8]
- od 1. dubna 2006 do 1. července 2009: Dopravní letecké křídlo (od 30. června 2008 do 30. června 2009 čestný název: Dopravní letecké křídlo generála Milana Rastislava Štefánika) [9]
- od 1. července 2009: Dopravní křídlo (od 20. ledna 2017 čestný název: Dopravní křídlo generála Milana Rastislava Štefánika) [10]

## Poslání a úkoly křídla
Podle oficiální webové stránky křídla je: "Posláním dopravního křídla je zajištění taktické letecké přepravy osob, materiálu a výzbroje, výpomoc v plnění úkolů letecké pozemní pátrací služby a plnění úkolů pozemní pátrací záchranné služby. " 
Úkoly křídla jsou: 
- provádět taktickou leteckou přepravu osob, materiálu a výzbroje
- zajistit plnění úkolů PPZS
- zajistit plnění úkolů Posy VZS OS SR a úkolů v rámci NATINAMDS
- zajistit a provést přepravu raněných (taktický MEDEVAC), evakuaci jednotek, obětí nebo válečných zajatců
- poskytovat humanitární pomoc při krizových situacích, jako je pomoc obětem přírodních katastrof nebo průmyslových havárií
- zajistit fotogrammetrické snímkování území ČR pro potřeby resortu MO SR
- provádět přepravu záchranných týmů, zdravotnické a humanitární pomoci do krizových oblastí v zahraničí
- provádět vizuální vzdušný průzkum pro získávání informací ze zájmového prostoru, potřebných pro podporu zpravodajského systému v rámci OS SR
- zajistit plnění smlouvy o otevřeném nebi dle požadavků MO SR
- provádět smluvním způsobem výcvik na letových simulátorech

v roce 2020 křídlo v svých řadách přivítalo pilotku por. Katarínu Gombíkovú. 

## Letecká technika
Dopravní křídlo generála Milana Rastislava Štefánika disponuje touto leteckou technikou: 
| letadlo            | fotografie        | Země původu           | Typ                          | verze                                       | V službě          | Poznámky                                                                         |
| průzkumné letouny  | průzkumné letouny | průzkumné letouny     | průzkumné letouny            | průzkumné letouny                           | průzkumné letouny | průzkumné letouny                                                                |
| ------------------ | ----------------- | --------------------- | ---------------------------- | ------------------------------------------- | ----------------- | -------------------------------------------------------------------------------- |
| Let L-410 Turbolet |                   | Česko-Slovensko       | fotogrammetrické letadlo     | L-410FG Turbolet                            | 1                 | Používá se na fotografické mapování.                                             |
| dopravní letadla   |                   |                       |                              |                                             |                   |                                                                                  |
| C-27J Spartan      |                   | Itálie                | taktické dopravní letadlo    | C-27J Spartan                               | 2                 | První letoun C-27J Spartan bylo dodáno 24. října 2017 a druhé dne 9. dubna 2018. |
| Let L-410 Turbolet |                   | Česko-Slovensko Česko | víceúčelové dopravní letadlo | L-410UVP-E14 Turbolet L-410UVP-E20 Turbolet | 1 4               | Používá se na dopravu lehkého nákladu, výcvik parašutistů a dopravu VIP.         |

C-27J Spartan byl poprvé reálně použitý 14. března 2018, kdy přepravil materiál pro XXXV. rotaci mírové mise OSN UNFICYP na trase Sliač - Larnaka . 